# Guldpladerne
Guldpladerne er en betegnelse for nogle metalplader, hvorpå Mormons Bog, ifølge trossamfundene tilhørende mormonismen, var skrevet. Guldpladerne blev ifølge grundlæggeren af mormonismen, Joseph Smith, skrevet af kristne profeter som levede i Nord- og Sydamerika fra 600 f.kr. til 400 e.kr.
Da Joseph Smith var 21 år gammel, fik han guldpladerne af en engel (moroni), som bød ham oversætte dem til engelsk. Det gjorde Joseph Smith med guddommelig hjælp, Urim og Tummim og vha. en seersten som han puttede i en hat. Englen viste ham, hvor pladerne havde ligget skjult i 1.200 år, nemlig i en høj nær Joseph Smiths hjem (Cumorahøjen) i byen Palmyra i staten New York i USA.
Ikke alle plader måtte oversættes, idet de fleste var forseglede. Resten indeholdt de tekster, som i dag udgør Mormons Bog, samt 116 sider som forsvandt.
Efter endt oversættelse skulle Joseph Smith aflevere guldpladerne til den engel, som han fik dem fra. Før det skete, fik tre vidner lov til at se og røre pladerne og otte andre lov til at se dem, de fleste af dem var beslægtede med Joseph Smith og mange af dem forlod mormonbevægelsen, dog fastholdt de fleste, at de havde set pladerne. Martin Harris, som var en af de 3 vidner, sagde dog at han kun havde set pladerne med sine åndelige øjne. 
For medlemmer af de forskellige mormonsekter er historien om guldpladerne af helt central betydning for deres tro.